# Eulabee Dix
Eulabee Dix (Greenfield, Illinois, 1879 – 14 de junio de 1961) fue una artista estadounidense, que utilizó la acuarela sobre marfil para pintar retratos en miniatura. A principios del siglo XX, cuando el medio estaba de moda, pintó a muchas figuras destacadas, incluyendo a miembros de la nobleza europea y famosas actrices de la época.
Sus obras cuelgan en diversas instituciones, incluido el Museo Metropolitano de Arte de Nueva York, el Museo Nacional de Arte Antigua de Lisboa, el Museo Nacional de Arte Americano, Washington D. C. y la Galería Nacional de Retratos, también en Washington D. C. El Museo Nacional de Mujeres Artistas tiene en su colección permanente unas 86 pinturas suyas, así como archivo de cartas, diarios y otros manuscritos relacionados con la vida de Dix.
- Datos: Q5408719
- Multimedia: Eulabee Dix / Q5408719